# 吉祥院 (柏市)
吉祥院（きちじょういん）は、千葉県柏市にある真言宗豊山派の寺院。

## 歴史
創建年代は不明である。ただ当院の最古の墓石に「元和元年（1615年）」と刻まれていること、1980年（昭和55年）時点で、当院の住職が第56世であることから、かなりの古刹であることが推測される。往古は醍醐寺三宝院の末寺であったが、現在は奈良県桜井市総本山長谷寺の末寺である
かつては50人もの小作人を抱え、土蔵には米が山積みになるなど当院は財政的に余裕があったが、戦後の農地改革で農地は没収、経営が苦しくなった。そのため、土蔵を地元町会に売却したり、境内の大部分を墓地として売り出すなど、寺院の維持のために四方八方手を尽くした
1973年（昭和48年）、この年は弘法大師生誕千二百年の節目の年であり、所属宗派の真言宗豊山派は宗門挙げて記念事業を展開していた。当院でも戦時中の金属供出により空だった梵鐘を再鋳した

## 交通アクセス
- 柏たなか駅より徒歩7分。